# Elasmus atratus
Elasmus atratus är en stekelart som beskrevs av Howard 1897. Elasmus atratus ingår i släktet Elasmus och familjen finglanssteklar. Inga underarter finns listade i Catalogue of Life.